# Cleostratus
Cleostratus is een geslacht van rechtvleugeligen uit de familie doornsprinkhanen (Tetrigidae). De wetenschappelijke naam van dit geslacht is voor het eerst geldig gepubliceerd in 1877 door Stål.

## Soorten
Het geslacht Cleostratus omvat de volgende soorten:
- Cleostratus depauperatus Günther, 1938
- Cleostratus helleri Günther, 1938
- Cleostratus longifrons Stål, 1877
- Cleostratus monocerus Stål, 1877